# Centaurea illapelina
Centaurea illapelina là một loài thực vật có hoa trong họ Cúc. Loài này được Phil. mô tả khoa học đầu tiên năm 1895.